# Villanovaforru
Villanovaforru (sardisk: Biddanòa de Fòrru) er en by og en kommune (comune) i provinsen Sud Sardegna i regionen Sardinien i Italien. Byen ligger i 324 meters højde og har 672 indbyggere (2016). Kommunen har et areal på 10,93 km² og grænser til kommunerne Collinas, Lunamatrona, Sanluri og Sardara.